# キミだけをずっと
「キミだけをずっと」は、超新星の1枚目のシングルである。2009年9月9日発売。

## 概要
- デビューシングル。

## 仕様
- 初回盤A
  - CD+DVD(ビデオクリップ)＋イベント握手券A
- 初回盤B
  - CD＋カレンダー＋イベント握手券B
- 通常盤
  - CD＋イベント握手券C

握手券A・B・Cの3種類を集めると2009年9月13日に行われたイベントでの握手券として利用できた。

## 収録曲
1. キミだけをずっと [4:43]
作詞：GIORGIO 13、作曲：GIORGIO CANCEMI
日本テレビ系「ダウンタウンDX」エンディング・テーマ
MX「韓流フォンデュ」TOKYOMX 8月度エンディングテーマ
2. My Destiny [3:06]
作詞：MIZUE、作曲：Alexander Jonsson/Daniel Sauced Grzechowski/Christffer Vikberg